# Lelów (Konary)
Lelów – część wsi Konary w Polsce, położona w województwie świętokrzyskim, w powiecie jędrzejowskim, w gminie Wodzisław.
W latach 1975–1998 Lelów należał administracyjnie do województwa kieleckiego.